# Henriette Yvonne Stahl
Henriette Yvonne Stahl (n. 1 septembrie 1900, Saint Avald, Lorena, Franța –  d. 25 mai 1984, București, Republica Socialistă România) a fost o scriitoare și traducătoare română, sora sociologului H. H. Stahl și fiica scriitorului Henri Stahl.

## Biografie
Scriitoarea s-a născut la Saint Avald, în Lorena, într-o familie franceză. Medicii francezi o decretaseră la naștere "non viable", mama ei trecând prin mari probleme financiare și depășind o depresie profundă. În 1901 familia ei se stabilește în România și scriitoarea primește cetățenia română. Tatăl său, Henri Stahl, a fost autorul unei celebre metode de stenografie și stenograf șef al Parlamentului, prietenul de o viață al istoricului Nicolae Iorga. Face liceul în particular, începe școala la vârsta de 9 ani din cauza sănătății ei șubrede. În anul 1918 este trimisă de părinți să locuiască la țară, în familia ordonanței, care-i salvase viața tatălui ei pe front, Iordache Dumitru. Soția acestuia este prototipul eroinei romanului "Voica". Debutează în literatură cu poeme în proză, publicate în revista "Flacăra", în 1931. Urmează "Conservatorul de Artă Dramatică" din București, între anii 1922 - 1925, unde studiază actoria la clasa actorului Ion Livescu. În 1931 îl cunoaște pe poetul Ion Vinea, alături de care va rămâne 14 ani. În 1945, îl cunoaște pe romancierul Petru Dumitriu, cu ocazia premierii acestuia pentru cea mai bună nuvelă a anului. Acesta se mută la ea acasă, în 1946, (inițial lângă Cișmigiu, ulterior pe Bulevardul Pake Protopopescu nr. 89, unde se află și acum o plachetă "in memoriam" a scriitoarei). Legătura dintre ei va dura aproximativ 10 ani, în pofida diferenței mari de vârstă (24 de ani). În 1954 are loc un episod interesant: căsătoria celor doi, urmată aproape imediat de divorț. Explicația fiind probabil dorința de a-i asigura scriitoarei un venit decent și statutul de relativă protecție în fața abuzurilor, ca fostă soție de nomenclaturist.

## Debutul ca romancieră
Unele dintre romanele ei, tipărite între cele două războaie mondiale, vor fi primite elogios de Garabet Ibrăileanu și de Mihail Sadoveanu, mai ales că debutul cu romanul "Voica", se va produce în paginile "Vieții Românești" (1924). Participă cu acest roman la concursul de debut în proză al ziarului "Dimineața", și deși nu îl câștigă, va intra în atenția câtorva mari critici sau scriitori din epocă. Romanul, care va fi retipărit după 1944, și apoi, în a treia ediție, abia în 1972, conține o imagine neidealizată a existenței rurale, prezentând faptele în stil naturalist, dar și justficându-le. Romanul "Voica" obține Premiul Societății Scriitorilor Români, în același an. A scris și literatură în limba franceză, iar o parte dintre romanele ei au fost publicate în Franța, în traducere proprie.

## Alte opere literare
- Mătușa Matilda, patru nuvele, Mătușa Matilda, Nu poate fi, Prăbușire, La bătălia de la port Arthur, premiul Femina- Văcărescu 1928,
- Steaua Robilor, roman, Editura Adevărul, 1934,
- Între zi și noapte, (1942, ed. n. 1971) un roman social care conține imagini ale unui mediu citadin sau cosmopolit, capabil de rafinamente sentimentale unite cu vulgaritatea, trădând descompunerea, abulia, lipsa de preocupări mai importante decât propriul trup, ale cărui drepturi sunt dealtfel revendicate programatic de romancieră.
- Marea bucurie , 1947 tratează drama exilatului care se ratează afectiv și social prin lașitate.
- Fratele meu, omul, (1965) reia descrierea acelorași medii sociale și a combinațiilor umane senzaționale din perspectivă mai distanțată.
- Nu mă călca pe umbră, 1969 este o fantezie ușoară, prin care Onofrei, personaj maleabil și proteic până la absurd, ridică în mod alegoric problema disponibilităților paradoxale ale omului în a se adapta prin ipostaziere oricărei situații.
- Orizont, linie severă, 1970, o antologie a creației sale poetice din perioada 1940-1967
- Pontiful, 1972 este romanul iubirii unei scriitoare pentru un medic insuportabil. Ca și în celelalte romane, interesul este susținut prin capacitatea de a crea atmosfera, prin selecția adecvată a detaliilor materiale.
- Martorul eternității 1975
- Lena, fata lui Anghel Mărgărit 1975
- Drum de foc 1981

## Opere traduse de autoarea însăși în limba franceză
- Entre jour et nuit, Seuil, 1969
- Le temoin de l'eternite, Caracteres, 1975
- Horizon, ligne severe, L'Athanor, 1976

## Traduceri
A tradus din limba engleză, integral, ciclul de romane Forsyte Saga de John Galsworthy, La răscruce de vânturi de Emily Brontë, Gora de Rabindratanath Tagore, din limba franceză, Genji Monogatari de Murasaki Shikibu, Misterele Parisului de Eugene Sue, Laurențiu magnificul de Marcel Brion, Drămuitorul de suflete de André Maurois, etc.

## Biobibliografie
- Marian Popa, Dicționarul de literatură română contemporană, București, Editura Albatros, 1977.
- Despre realitatea iluziei .Mihaela Cristea de vorbă cu Henriette Yvonne Stahl, București, Editura Minerva, 1996
- Cun Antonia. Criza de identitate în proza Henriettei Yvonne Stahl, cluj Napoca 2012